# Bruce Seldon
Bruce Seldon est un boxeur américain né le 30 janvier 1967 à Atlantic City.

## Carrière
Passé professionnel en 1988, il devient champion du monde poids lourds WBA le 8 avril 1995 en battant Tony Tucker par arrêt de l'arbitre à la 7e reprise puis perd sa ceinture à sa seconde défense face à Mike Tyson le 7 septembre 1996. Il met un terme à sa carrière en 2009 sur un bilan de 40 victoires et 8 défaites.